# Gare de Norrköpings västra
La gare de Norrköpings västra (en suédois : Norrköpings västra station) est une gare ferroviaire suédoise de la ligne de Norrköping à Kimstad, située dans le quartier de Kneippbaden sur le territoire de la Commune de  Norrköping dans le Östergötland.
Ouverte en 1906, elle est définitivement fermée vers 1964.

## Histoire
La gare se trouvait sur la ligne ferroviaire de Norrköping à Kimstad, ligne qui fut en activité de 1906 à 1964. Construite sous le nom de Kneippbaden, la Norrköpings västra station devient plus familièrement la Västra station.
Construite en 1906 la gare est désaffectée après la fermeture de la ligne en 1964.

## Patrimoine ferroviaire
Sauvegardé, l'ancien bâtiment est devenu une propriété privée.